# Theophilus Albert Marryshow

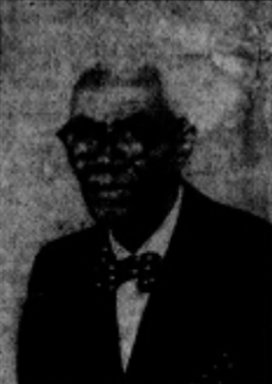
Theophilus Albert Marryshow (1952)

Theophilus Albert Marryshow CBE (Geburtsname: Theophilus Albert Maricheau, * 7. November 1887; † 19. Oktober 1958), auch: „Teddy“ oder „Bertie“, war ein radikaler Politiker von Grenada.

## Leben

### Jugend
Theophilus Albert Maricheau wurde am 7. November 1887 in Grenada geboren. Er war der Sohn eines kleinen Kakao-Bauern, der Gerüchten zufolge an dem Tag verschwand, als sein Sohn getauft wurde. Seine Mutter verstarb 1890 und Maricheau wurde von seiner Patin aufgezogen. Er besuchte anfangs eine katholische Grundschule und in der Folge eine methodistische Schule. 1903 nahm er einen Job bei William Galwey Donovan an, einem Zeitungs-Herausgeber und Drucker. Dessen Firma produzierte radikale Zeitschriften, vor allem mit Forderungen nach einer Repräsentativ-Regierung und einer West Indian Federation. Marryshow, der schon in jungen Jahren seinen Familiennamen anglisierte, entwickelte sich schnell vom Zeitungsjunge zu einem kompetenten Journalisten. Donovan, der halb grenadisch und halb irisch war, war bekannt als der 'lion' (Löwe) aufgrund seiner roten Haare. Marryshow übernahm zahlreiche seiner Ideen. Donovan lehrte ihn über Journalismus und Marryshow wurde 1908 Sub-editor der St. George’s Chronicle und der Grenada Gazette. Zu gleicher Zeit wurde er aktiv in der Lokalpolitik.

## Beginn seiner Karriere
Zusammen mit C. F. P. Renwick begründete Marryshow die Zeitung The West Indian, in der sie eine Federation of the West Indies bewarben. Die erste Ausgabe (1. Januar 1915) versprach, dass sie „ein unmittelbarer und akkurater Chronist der laufenden Ereignisse, ein ungehinderter Anwalt der öffentlichen Rechte, unvoreingenommen von Ketten der Partei-Vorurteile, ein unerschütterlicher Bildner der Menschen in ihren Pflichten als Subjekte des Staates und Bürger der Welt“ sein würde. Marryshow war ein ausgesprochener Gegner des Apartheid-Regimes in Südafrika und sagte vertrauensvoll die Unabhängigkeit der Britischen Afrika-Kolonien voraus. Zu gleicher Zeit warb er darum, dass West Indians sich freiwillig zum Kampf im Ersten Weltkrieg meldeten und für die Gründung des British West Indies Regiment. Er wurde dem Prince of Wales, dem späteren König Eduard VIII., während dessen Besuch in Grenada 1920 als „Grenada’s leading journalist“ vorgestellt. Wobei es, laut Grenada’s zweitem Premierminister Maurice Bishop, eher üblich war, dass die Briten ihn als „this dangerous radical“ (diesen gefährlichen Radikalen) bezeichneten.
1918 stellte er die Representative Government Association (RGA) in Grenada auf, welche eine Petition an die Britische Regierung sandte, damit gewählte Mitglieder in das Legislative Council angenommen würden. 1921 ging Marrishow auf eigene Kosten nach London um seinen Fall zu besprechen, woraufhin die Woods Commission gegründet wurde, welche 1922 die Karibik besuchte und in der Folge empfahl, fünf gewählte Mitglieder von den 16 Mitgliedern in das Legislative Council aufzunehmen, was sowohl in Grenada als auch in den anderen Windward Islands angewendet wurde, auf den British Leeward Islands und Trinidad und Tobago. Marryshow selbst wurde als Repräsentant für den Wahlbezirk (constituency) St. George’s gewählt. Er behielt diese Position die nächsten 33 Jahre. Er nahm aber auch weiterhin Teil an zahlreichen Bemühungen um eine regionale Föderation zu fördern, inklusive der ersten regionalen Conference on Integration in Barbados 1929. In den 1920ern verbreiteten sich die Ideen von Marcus Garvey, der eine Rückkehr der schwarzen karibischen Bevölkerung nach Afrika predigte. Um diese Ideologie zu stoppen verabschiedeten die Briten eine Seditious Publications Bill, gegen die Marryshow heftig protestierte, weil er fest an die Pressefreiheit glaubte. Er besuchte 1931 erneut London um beim britischen Colonial Office Lobbyarbeit für eine Föderation zu machen. Eine neue Verfassung für Grenada wurde 1935 bestätigt, worin explizit gewählte Repräsentanten für das Legislative Council aufgenommen wurden.

## Weitere Karriere
Marryshow war Mitbegründer der Grenada Workingmen’s Association 1931 und 1945 wurde er zum ersten Präsidenten des Caribbean Labour Congress gewählt, eines ersten Versuchs, regionale Labour Unions (Gewerkschaften) zusammenzubringen. Aufgrund gesundheitlicher Probleme verkaufte er die Zeitung The West Indian 1934. Seine finanzielle Situation war bescheiden und blieb so bis zum Ende. Am Ende seiner politischen Karriere wurde der Status quo in Grenada von der populistischen Politik von Eric Gairy herausgefordert, der in der Folge auch der erste Premierminister des Landes wurde. In der ersten Wahl unter vollem Wahlrecht für alle Erwachsenen 1951 behielt Marryshow seinen Sitz, aber Gairys Partei nahm sechs der acht möglichen offenen Sitze ein. Trotzdem wurde Marryshow zum Deputy President of the Legislative Council ernannt.
Im Juni 1953 wurde er zur Krönung von Elisabeth II. in London eingeladen. Damit hatte er eine Transformation vom Rebellen zu einer fast anerkannten Figur des Establishments durchlaufen, und Marryshow setzte seine Arbeit für die Gründung einer West Indies Federation fort. Als das Projekt 1958 begann, schrieb er, dass sein Traum sich erfüllt habe. Er wurde ernannt, um Grenada als Senator im Oberhaus des Föderations-Parlaments zu vertreten. Er starb jedoch im selben Jahr und erlebte daher nicht mehr, wie sein Traum zerbrach; die Föderation wurde nach nur vier Jahren, 1962, aufgelöst.

## Tod und Vermächtnis
Marryshow starb am 19. Oktober 1958. Er hatte nie geheiratet, hatte aber 17 Kinder gezeugt, inklusive von sechs Kindern, die er allein mit Edna Gittens hatte. Sein großes Heim in St George’s, das „Marryshow House“, beherbergt das Grenada Centre of the School of Continuing Studies der University of the West Indies. Auch wenn er nicht besonders wohlhabend war, konnte er im Alter von 30 Jahren ein imposantes Haus errichten, das St George’s Harbour überblickt. Er benannte es „Rosery“ nach einem beliebten Songtitel seiner Zeit und legte einen beeindruckenden Rosengarten an. Das Haus, welches wohl das erste in Grenada war, welches mit Zementguss gebaut wurde, war im Kolonial-Stil gehalten und was eigenwillig und eklektizistisch möbliert. Viele Menschen erinnern sich am besten an eine lebensgroße Bulldogge aus Keramik, welche sein politisches Maskottchen wurde. Er nahm sie mit zu politischen Treffen und ermutigte die Menschen ihn als „The Bulldog“ anzureden. Der Speisesaal wurde oft zum Gastraum für die vielen Menschen, mit denen Marryshow durch seine Arbeit freundschaftlich verbunden war, inklusive des Schriftstellers C. L. R. James aus Trinidad und des Sängers Paul Robeson. Marryshow selbst war ein guter Sänger und sang gerne Spirituals. Seit das Haus von Marryshows Familie verkauft worden ist, wurden dort zahlreiche wichtige Veranstaltungen abgehalten und es wurde schon zweimal auf grenadischen Briefmarken verewigt.
In der Karibik gilt er als „Father of the Federation“ und in Großbritannien ist er als „The Elder Statesman of the Caribbean“ bekannt. 1974 wurde ihm zu Ehren das „Marryshow Festival“ abgehalten, mit einer Ausstellung seines Nachlass in seinem ehemaligen Haus. Zu Beginn der 1980er wurden in Guyana noch immer Schulbücher aus der Kolonialzeit benutzt, in deren Illustrationen weiße Kinder in Englischen Häusern abgebildet waren. Eine neue Serie der Textbücher für die Grundschule wurde entwickelt und als „Marryshow Readers“ veröffentlicht. 2010 bestimmte die Regierung von Grenada offiziell den 7. November zum Marryshow Day, in Anerkennung seiner Beiträge für Grenada und die Region. Der tag war bereits zuvor inoffiziell begangen worden. Sein Name wurde auch für das T.A. Marryshow Community College verwendet, welches Tertiäre Bildung in Grenada anbietet.

## Ehrungen
Marryshow wurde 1943  zum Commander of the Order of the British Empire (CBE) ernannt.